# Vieddekjaure
Vieddekjaure är en sjö i Arvidsjaurs kommun i Lappland och ingår i Byskeälvens huvudavrinningsområde. Sjön har en area på 0,238 kvadratkilometer och ligger 420 meter över havet. Vieddekjaure ligger i Byskeälven Natura 2000-område.

## Delavrinningsområde
Vieddekjaure ingår i det delavrinningsområde (731730-162938) som SMHI kallar för Inloppet i Västra Järfojaur. Medelhöjden är 460 meter över havet och ytan är 31,39 kvadratkilometer. Räknas de 2 avrinningsområdena uppströms in blir den ackumulerade arean 101,22 kvadratkilometer. Avrinningsområdets utflöde Byskeälven mynnar i havet. Avrinningsområdet består mestadels av skog (91 procent). Avrinningsområdet har 0,38 kvadratkilometer vattenytor vilket ger det en sjöprocent på 1,2 procent.